# Mary O’Hara
Mary O’Hara Alsop (* 10. Juli 1885 in Cape May Point, New Jersey, USA; † 14. Oktober 1980 in Chevy Chase, Maryland, USA) war eine amerikanische Autorin und Komponistin.

## Leben
Mary O’Hara Alsop war die Tochter eines Geistlichen. Sie wuchs in Brooklyn Heights, New York, NY, auf. 1905 heiratete sie ihren ersten Mann, Kent Kane Parrot, und zog mit ihm nach Kalifornien, wo sie Drehbuchautorin für Stummfilme wurde. Unter anderem schrieb sie das Drehbuch für Der Gefangene von Zenda. Mit ihrem zweiten Ehemann, Helge Sture-Vasa, den sie 1922 ehelichte, zog sie nach Wyoming. Dort entstanden ihre bekanntesten Bücher My Friend Flicka (Mein Freund Flicka) (1941), Thunderhead (Sturmwind - Flickas Sohn) (1943) und Green Grass of Wyoming (Grünes Gras der Weide) (1946), die in zahlreiche Sprachen übersetzt und mehrfach verfilmt wurden. 1947 wurde die Ehe geschieden und Mary O’Hara zog bald darauf nach Monroe, Connecticut, und 1968 nach Chevy Chase, Maryland, wo sie bis zu ihrem Tod lebte.
Die Flicka-Bücher handeln von der Freundschaft zwischen einem zunächst sehr verträumten kleinen Jungen namens Kenneth McLaughlin und seiner Stute Flicka, die ihm im ersten Band noch als wildes Jungtier großen Kummer macht, ihn damit aber auch an die Realität heranführt. Im zweiten Band wirft sie ein Fohlen, das, weil es auf seinen wilden Großvater, den Mustang „Albino“, zurückschlägt, zunächst auch große Probleme bereitet, sich aber dann doch bewährt, und im dritten Band tragen die Pferde dazu bei, dass Ken seine erste Freundin, Carey Palmer Marsh, kennenlernt.
Andere Werke Mary O’Haras sind Let Us Say Grace, The Son of Adam Wyngate, Novel-in-the-Making, Wyoming Summer und die postum erschienene Autobiographie Flicka's Friend.
Mary O’Hara komponierte außerdem zahlreiche Klavierstücke, beispielsweise Esperan, Green Grass of Wyoming und May God Keep You, ferner das Folk Musical The Catch Colt. Zusammen mit ihrem Sohn Kent Kane Parrot jr. gründete sie im Jahr 1960 die Markane Company, Inc.

## Verfilmungen ihrer Werke
Flicka unter Regie von Harold D. Schuster mit Roddy McDowall in der Hauptrolle erschien 1943 in den amerikanischen Kinos und wurde zu einem großen kommerziellen Erfolg. Anschließend wurden, ebenfalls bei 20th Century Fox, auch die weiteren Werke der Flicka-Trilogie verfilmt: Bei Thunderhead – der vierbeinige Teufel (1945, erneut mit Roddy McDowall) und Green Grass of Wyoming (1947, mit Peggy Cummins, Robert Arthur und Charles Coburn) führte jeweils Louis King die Regie.
Flicka ist in Amerika 2006 neu verfilmt worden und kam am 21. Dezember 2006 in die deutschen Kinos. Der Film hat jedoch kaum mehr etwas mit O’Haras Büchern gemeinsam.